# Grodziszcze (Brody)
Grodziszcze [ɡrɔˈd͡ʑiʂt͡ʂɛ] (deutsch Grötzsch; niedersorbisch Groźišćo) ist ein Ortsteil und ein Schulzenamt (Sołectwo) der Stadt-und-Land-Gemeinde Brody (Pförten) im Powiat Żarski (Landkreis Sorau) in der polnischen Woiwodschaft Lebus. Bis 1928 war Grötzsch eine eigenständige Landgemeinde, danach wurde der Ort nach Beitzsch eingemeindet. Seit 1945 gehört Grodziszcze zu Polen.

## Lage

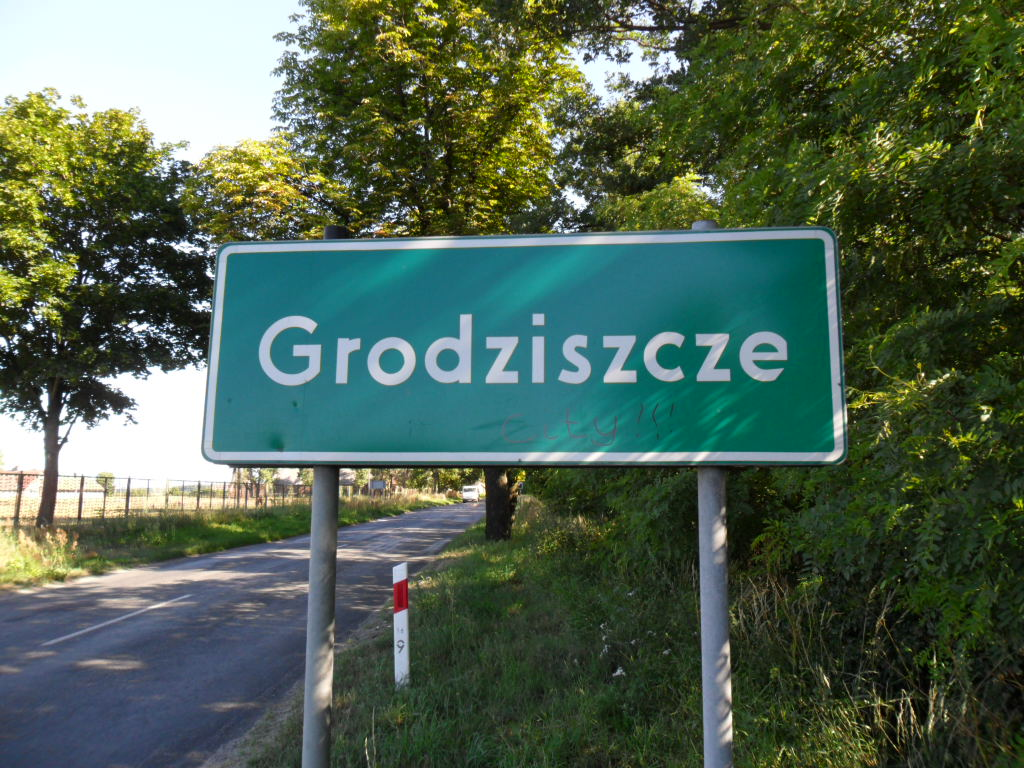
Ortseingangsschild

Grodziszcze liegt im polnischen Teil der Niederlausitz, rund zehn Kilometer nordwestlich von Lubsko, 30 Kilometer nordwestlich von Żary und 35 Kilometer östlich von Cottbus. Umliegende Ortschaften sind Starosiedle im Norden, Jałowice im Nordosten, Osiek im Osten, Biecz im Süden, Datyń im Südwesten sowie Koło und Jasienica im Nordwesten.
Die Droga wojewódzka 286 führt durch Grodziszcze.

## Geschichte

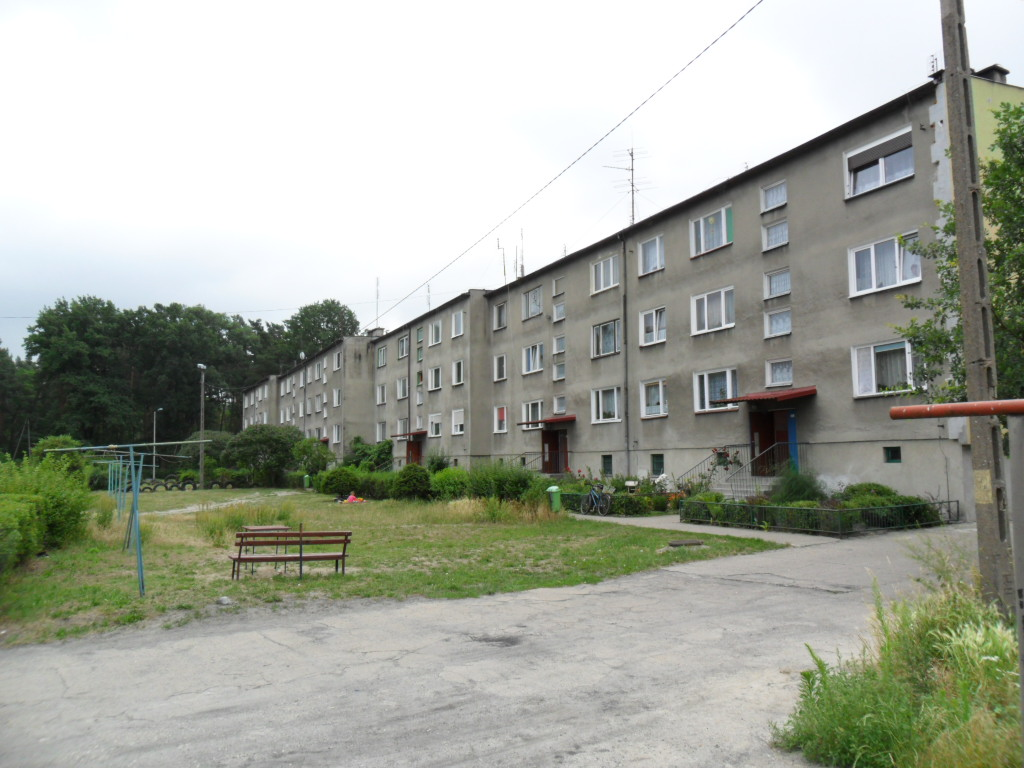
Häuserblock in Grodziszcze

Grötzsch wurde im Jahr 1392 mit der Bezeichnung Greuchez erstmals urkundlich erwähnt. Der Ortsname ist von dem niedersorbischen Wort grod = „Burg“ bzw. groźišćo = Burgwall abgeleitet. Der Ort gehörte zum Grundbesitz der ortsansässigen Adelsfamilie von Wiedebach. Bis 1806 lag Grötzsch im Kurfürstentum Sachsen und danach im Königreich Sachsen. Aufgrund der Beschlüsse des Wiener Kongresses musste Sachsen die Niederlausitz im Jahr 1815 an das Königreich Preußen abtreten. Im folgenden Jahr wurde in Preußen eine Gebietsreform durchgeführt, seitdem gehörte die Landgemeinde Grötzsch zum Landkreis Guben in der Provinz Brandenburg.
Laut der Topografisch-statistischen Übersicht des Regierungsbezirks Frankfurt a.d.O. aus dem Jahr 1844 hatte Grötzsch zu diesem Zeitpunkt 18 Wohnhäuser und 123 Einwohner sowie ein Vorwerk. Kirchlich gehörte der Ort zu Beitzsch. 1867 gab es in der Gemeinde 21 Wohngebäude und der Ort hatte 161 Einwohner. Seit 1874 gehörte Grötzsch zum Amtsbezirk Beitzsch. Bei der Volkszählung mit Stichtag 1. Dezember 1910 lebten nur noch 88 Einwohner in Grötzsch. Im Jahr 1928 wurde die Landgemeinde Grötzsch aufgelöst und nach Beitzsch eingemeindet. Nach dem Ende des Zweiten Weltkriegs wurden die Herren von Wiedebach enteignet. Durch die Festlegung der Oder-Neiße-Grenze kam Grötzsch am 2. August 1945 zu Polen. Der Amtsbezirk Beitzsch wurde aufgelöst, der Ort Grötzsch in Grodziszcze umbenannt, die deutschen Einwohner vertrieben und der Ort von polnischen Neusiedlern bezogen.
In Polen war Grodziszcze zunächst ein Teil der Landgemeinde Biecz und gehörte zur Woiwodschaft Posen. 1950 wurde der Ort Teil der neu gebildeten Woiwodschaft Zielona Góra. Im Oktober 1954 kam es in Polen zu einer Verwaltungsreform, bei der die Landgemeinden abgeschafft und durch Gromadas ersetzt wurden, dabei blieb Grodziszcze weiterhin ein Ortsteil der Gromada Biecz. Am 1. Januar 1973 fusionierten Biecz und Brody zu der neuen Landgemeinde Brody. Seit 1998 gehört Grodziszcze zur Woiwodschaft Lebus.